# Adliswil
Adliswil es una ciudad y comuna suiza del cantón de Zúrich, ubicada en el distrito de Horgen. Se encuentra situada en la región de Zimmerberg, dentro del valle del río Sihl al sur de la ciudad de Zúrich, formando parte de su área metropolitana. Limita al este con las comunas de Kilchberg, Rüschlikon, al sur con Langnau am Albis y al oeste con Stallikon.

## Demografía
La población oficial de Adliswil es de 17.518 habitantes (a fecha de 31 de diciembre de 2011), aumentando un 4% durante los últimos diez años aproximadamente. El idioma más hablado es el alemán (80.9%), seguido por el italiano (4.9%) y el inglés (2.5%). 
Posee una tasa de desempleo promedio del 2.72%. En empleabilidad predomina el sector económico terciario.
En las elecciones de 2007, la Unión Democrática del Centro fue el partido más popular al obtener el 36.2% de los votos, seguido por el PSS (21.4%), PRD (13.4%) y el PDCS (9.9%).
Según el censo de 2000, el 38.6% profesa algún tipo de protestantismo, seguido por un 35.5% de católicos, el 25.9% profesa otros credos o ninguno.

## Transporte
Adliswil es la única localidad del cantón de Zúrich que se enorgullece de tener un tranvía aéreo, el Luftseilbahn Adliswil-Felsenegg es un sistema de teleféricos que conecta el pueblo hasta el cerro Felseneg, en los límites de la localidad. La estación de trenes de Adliswil es una parada del S-Bahn Zúrich, tardando alrededor de 15 minutos en llegar a la estación central.

## Personajes nacidos en Adliswil

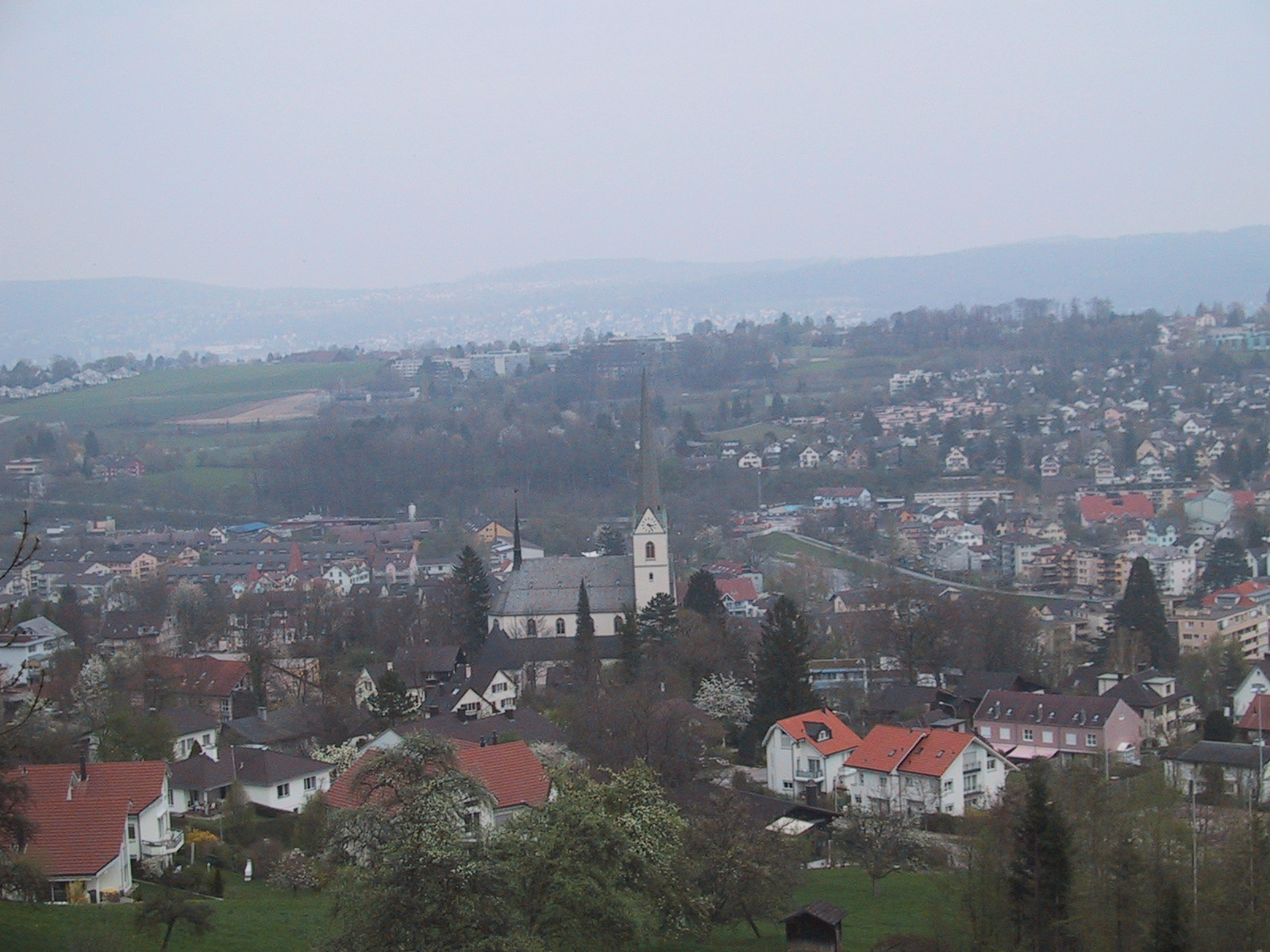
Vista de Adliswil.

- Bettina Bunge, tenista alemana.
- Ferdi Kubler, ciclista suizo.